# Distenia metallica
Distenia metallica es una especie de escarabajo longicornio del género Distenia, categorizada en la tribu Disteniini, de la orden Coleoptera. Fue descrita por Villiers en 1958.

## Descripción
Mide 16,8 mm de longitud.

## Distribución
Se distribuye por Borneo.